# SEB Tartu GP
El SEB Tartu GP va ser una cursa ciclista que es disputava anualment a Tartu, a Estònia. Creada el 2002 amb el nom de Tartu Tänavasóit, també se l'ha conegut amb els noms de GP Ühispanga Tartu i SEB Eesti Ühispank Tartu GP. Va formar part de l'UCI Europa Tour del 2005 al 2012, any de la seva desaparició.

## Palmarès
| Any  | Vencedor            | Segon               | Tercer            |
| ---- | ------------------- | ------------------- | ----------------- |
| 2002 | Jaan Kirsipuu       | Janek Tombak        | Oleg Grishkine    |
| 2003 | Jaan Kirsipuu       | Janek Tombak        | Kazimierz Stafiej |
| 2004 | Mark Scanlon        | Sławomir Kohut      | Jimmy Engoulvent  |
| 2005 | Tomas Vaitkus       | Andrus Aug          | Mikhail Timoshin  |
| 2006 | Wojciech Pawlak     | Allan Oras          | Tomasz Kiendys    |
| 2007 | Erki Pütsep         | Caspar Austa        | Janek Tombak      |
| 2008 | Aleksejs Saramotins | Janek Tombak        | Erki Pütsep       |
| 2009 | Hannes Blank        | Aleksejs Saramotins | Janek Tombak      |
| 2010 | Tanel Kangert       | Toms Skujiņš        | Adrian Honkisz    |
| 2011 | Jean-Eudes Demaret  | Rene Mandri         | Jonas Ljungblad   |
| 2012 | Rene Mandri         | Paul Voss           | Zakkari Dempster  |